# Смит-Пьюзо, Кели
Кели Смит-Пьюзо (англ. Keli Smith-Puzo; род. 25 января 1979, Льюисберг, Пенсильвания) — американская хоккеистка на траве, нападающий. Участница летних Олимпийских игр 2008 и 2012 годов, серебряный призёр Панамериканского чемпионата 2004 года, двукратный серебряный призёр Панамериканских игр 2003 и 2007 годов.

## Биография
Кели Смит-Пьюзо родилась 25 января 1979 года в американском городе Льюисберг.
В 1997 году окончила среднюю школу Селинсгроув, в 2001 года — университет Мэриленда по специальности «коммуникации и психологии».
В 1991 году стала заниматься хоккеем на траве. Играла за университетскую команду «Мэриленд Террапинс», затем за «Пи-Эй Пауэр».
В 2000 году стала серебряным призёром юниорского Панамериканского чемпионата в Бриджтауне.
В 2002 году участвовала в чемпионате мира в Перте, где американки заняли 9-е место. Забила 2 мяча.
В 2003 году завоевала серебряную медаль хоккейного турнира Панамериканских игр в Санто-Доминго.
В 2004 году завоевала серебряную медаль Панамериканского чемпионата в Бриджтауне.
В 2006 году в составе женской сборной США участвовала в чемпионате мира в Мадриде, где американки заняли 6-е место. Мячей не забивала.
В 2007 году завоевала серебряную медаль хоккейного турнира Панамериканских игр в Рио-де-Жанейро.
В 2008 году вошла в состав женской сборной США по хоккею на траве на летних Олимпийских играх в Пекине, занявшей 8-е место. Играла на позиции нападающего, провела 6 матчей, забила 3 мяча (два в ворота сборной Новой Зеландии, один — Аргентине).
По итогам 2009 года вошла в символическую сборную Америки.
В 2012 году вошла в состав женской сборной США по хоккею на траве на летних Олимпийских играх в Лондоне, занявшей 12-е место. Играла на позиции нападающего, провела 6 матчей, мячей не забивала.

## Увековечение
19 ноября 2021 года была введена в Зал спортивной славы Мэриленда.

## Семья
Замужем, есть двое детей.